# Usina Hidrelétrica Santana
A Usina Hidrelétrica Santana, é uma usina hidrelétrica do estado de São Paulo.
Foi inaugurada em 1951, e é gerenciada pela Companhia Paulista de Força e Luz.
Está localizada na Fazenda Santo Antônio, junto ao rio Jacaré-Guaçu, e com acesso pela Estrada Municipal km 2 com início na Rodovia Luís Augusto de Oliveira km 169 (SP-215) e com início no km 228 da SP-310, município de São Carlos, e tem grande importância no desenvolvimento da cidade. Potência nominal total: 4,32 MW
Para ser construída, foi preciso represar o rio de Jacaré-Guçu.